# 11e étape du Tour d'Italie 2011
Pour un article plus général, voir Tour d'Italie 2011.
La 11e étape du Tour d'Italie 2011 s'est déroulée le mercredi 18 mai 2011. Tortoreto Lido est la ville de départ, et Castelfidardo la ville d'arrivée. Le parcours s'est disputé sur un topologie vallonnée, sur un distance de 142 km.
Le Français John Gadret (AG2R La Mondiale) remporte cette étape en sortant du peloton dans les 300 derniers mètres. L'Espagnol Alberto Contador (Saxo Bank-SunGard) conserve le maillot rose de leader,.

## Profil de l'étape
Cette 11e étape se déroule sur un profil accidenté taillé pour les baroudeurs. Le final emprunte une côte avec des passages avoisinants à plusieurs reprises les 10 %.

## Côtes
| Premier   | Daniel Moreno | 3 pts |
| Deuxième  | David Millar  | 2 pts |
| Troisième | Ivan Rovny    | 1 pts |

| Premier   | Carlos Betancur | 3 pts |
| Deuxième  | Valerio Agnoli  | 2 pts |
| Troisième | Simone Stortoni | 1 pts |

| Premier   | Valerio Agnoli    | 3 pts |
| Deuxième  | Carlos Betancur   | 2 pts |
| Troisième | Steven Kruijswijk | 1 pts |

| Premier   | Daniel Moreno   | 3 pts |
| Deuxième  | Valerio Agnoli  | 2 pts |
| Troisième | Simone Stortoni | 1 pts |

## Sprint volant
- Sprint volant à Recanati (kilomètre 129,7)

| Premier   | Daniel Moreno       | 5 pts |
| Deuxième  | Christophe Le Mével | 4 pts |
| Troisième | Ignatas Konovalovas | 3 pt  |
| Quatrième | Steven Kruijswijk   | 2 pts |
| Cinquième | Simone Stortoni     | 1 pts |

## Classement de l'étape
|    | Coureur           | Pays     | Équipe                    |    | Temps           |
| -- | ----------------- | -------- | ------------------------- | -- | --------------- |
| 1  | John Gadret       | France   | AG2R La Mondiale          | en | 3 h 33 min 11 s |
| 2  | Joaquim Rodríguez | Espagne  | Team Katusha              | +  | m.t.            |
| 3  | Giovanni Visconti | Italie   | Farnese Vini-Neri Sottoli |    | m.t.            |
| 4  | José Serpa        | Colombie | Androni Giocattoli-CIPI   |    | m.t.            |
|    | Alberto Contador  | Espagne  | Saxo Bank-SunGard         |    | m.t.            |
| 6  | Roman Kreuziger   | Tchéquie | Astana                    |    | m.t.            |
| 7  | Dario Cataldo     | Italie   | Quick Step                |    | m.t.            |
| 8  | Michele Scarponi  | Italie   | Lampre-ISD                |    | m.t.            |
| 9  | Pablo Lastras     | Espagne  | Movistar                  |    | m.t.            |
| 10 | Vincenzo Nibali   | Italie   | Liquigas-Cannondale       |    | m.t.            |

## Classement général
|    | Coureur             | Pays        | Équipe                  |    | Temps            |
| -- | ------------------- | ----------- | ----------------------- | -- | ---------------- |
|    | Alberto Contador    | Espagne     | Saxo Bank-SunGard       | en | 40 h 37 min 51 s |
| 1  | Kanstantsin Siutsou | Biélorussie | Team HTC-Highroad       | en | 40 h 38 min 50 s |
| 2  | Vincenzo Nibali     | Italie      | Liquigas-Cannondale     |    | 22 s             |
| 3  | Christophe Le Mével | France      | Garmin-Cervélo          |    | 29 s             |
| 4  | Michele Scarponi    | Italie      | Lampre-ISD              |    | 29 s             |
| 5  | David Arroyo        | Espagne     | Movistar                |    | 38 s             |
| 6  | Roman Kreuziger     | Tchéquie    | Astana                  |    | 42 s             |
| 7  | José Serpa          | Colombie    | Androni Giocattoli-CIPI |    | 48 s             |
| 8  | Dario Cataldo       | Italie      | Quick Step              |    | 1 min 22 s       |
| 9  | Matteo Carrara      | Italie      | Vacansoleil-DCM         |    | 1 min 22 s       |
| 10 | Igor Antón          | Espagne     | Euskaltel-Euskadi       |    | 1 min 22 s       |

## Classements annexes

### Classement par points
|   | Cycliste            | Équipe            | Points |
| - | ------------------- | ----------------- | ------ |
| 1 | Alessandro Petacchi | Lampre-ISD        | 80 pts |
| 2 | Alberto Contador    | Saxo Bank-SunGard | 77 pts |
| 3 | Christophe Le Mével | Garmin-Cervélo    | 59 pts |

### Classement du meilleur grimpeur
|   | Cycliste         | Équipe             | Points |
| - | ---------------- | ------------------ | ------ |
| 1 | Filippo Savini   | Colnago-CSF Inox   | 16 pts |
| 2 | Alberto Contador | Saxo Bank-SunGard  | 15 pts |
| 3 | Bart De Clercq   | Omega Pharma-Lotto | 11 pts |

### Classement du meilleur jeune
| Cycliste              | Équipe   | Temps | Temps            |
| --------------------- | -------- | ----- | ---------------- |
| Roman Kreuziger       | Astana   | en    | 40 h 39 min 32 s |
| Francesco Masciarelli | Astana   | +     | 1 min 08 s       |
| Steven Kruijswijk     | Rabobank |       | 1 min 15 s       |

### Classement par équipes aux temps
| Équipe                  | Temps | Temps             |
| ----------------------- | ----- | ----------------- |
| Astana                  | en    | 121 h 17 min 50 s |
| Androni Giocattoli-CIPI | +     | 15 s              |
| Movistar                |       | 3 min 58 s        |

### Classement par équipes aux points
| Équipe                  | Points  |
| ----------------------- | ------- |
| Androni Giocattoli-CIPI | 196 pts |
| Lampre-ISD              | 175 pts |
| Movistar                | 167 pts |

## Abandons
- Borut Božič  (Vacansoleil-DCM) : abandon
- Danilo Napolitano (Acqua & Sapone) : abandon